# Carrizalillo (Piura)
Carrizalillo es un caserío peruano ubicado en el distrito de Tambogrande, perteneciente a la provincia y departamento de Piura, al norte del Perú. 

## Ubicación
Carrizalillo se ubica al noreste de la provincia de Piura, en el distrito de Tambogrande, en el departamento de Piura.

## Demografía
En 2017 Carrizalillo tenía una población de 64 habitantes.
| Gráfica de evolución demográfica de Carrizalillo entre 1993 y 2017 |
|                                                                    |
| Fuentes: Población 1993 y 2017                                     |